# Agelas novaecaledoniae
Agelas novaecaledoniae är en svampdjursart som beskrevs av Claude Lévi 1983. Agelas novaecaledoniae ingår i släktet Agelas och familjen Agelasidae.
Artens utbredningsområde är Nya Kaledonien. Inga underarter finns listade i Catalogue of Life.